# Pinkpop 2018
Pinkpop 2018 was de 49e editie van het Nederlandse muziekfestival Pinkpop en de 31e editie in Landgraaf. Het festival vond in 2018 niet zoals doorgaans gebruikelijk plaats tijdens Pinksteren, maar vier weken later op 15, 16 en 17 juni 2018. Organisator Jan Smeets maakte bekend dat van de vrijdag alle 25.000 dagkaarten uitverkocht waren en samen met de 45.000 weekendkaarten maakte dat een recordaantal bezoekers op die dag van 70.000.

## Pinksteren
De naam Pinkpop is afgeleid van de namen Pinksteren en Popmuziek. Alle edities t/m 2007 vonden ook plaats tijdens Pinksteren, maar er werd daarna van afgeweken in 2008, 2010, 2013, 2015, 2016 en dus ook in 2018.

## Perspresentatie
De bekendmaking van het complete programma vond plaats tijdens de traditionele perspresentatie in poptempel Paradiso te Amsterdam op woensdag 21 februari 2018. De kaartverkoop startte op zaterdag 24 februari 2018.

## Tijdschema

### Vrijdag 15 juni
| Tijd  | Mainstage                            | IBA Parkstad Stage                   | Brightlands Stage                    | Stage 4                              | Garden Of Love                       |
| ----- | ------------------------------------ | ------------------------------------ | ------------------------------------ | ------------------------------------ | ------------------------------------ |
| 15:00 |                                      |                                      | Walden                               |                                      |                                      |
| 15:15 |                                      |                                      | Walden                               |                                      |                                      |
| 15:30 | Lil' Kleine                          |                                      | Slydigs                              |                                      |                                      |
| 15:45 | Lil' Kleine                          |                                      | Slydigs                              |                                      |                                      |
| 16:00 | Lil' Kleine                          |                                      | Slydigs                              |                                      |                                      |
| 16:15 | Lil' Kleine                          |                                      | Slydigs                              |                                      |                                      |
| 16:30 |                                      | Jess Glynne                          | The Last Internationale              |                                      | Aïcha Cherif                         |
| 16:45 |                                      | Jess Glynne                          | The Last Internationale              |                                      | Aïcha Cherif                         |
| 17:00 |                                      | Jess Glynne                          | The Last Internationale              |                                      |                                      |
| 17:15 |                                      | Jess Glynne                          | The Last Internationale              |                                      |                                      |
| 17:30 | BLØF                                 |                                      |                                      | The Academic                         |                                      |
| 17:45 | BLØF                                 |                                      |                                      | The Academic                         |                                      |
| 18:00 | BLØF                                 |                                      |                                      | The Academic                         |                                      |
| 18:15 | BLØF                                 |                                      |                                      | The Academic                         |                                      |
| 18:30 |                                      | Oh Wonder                            | Blaudzun                             |                                      |                                      |
| 18:45 |                                      | Oh Wonder                            | Blaudzun                             |                                      |                                      |
| 19:00 | Aïcha Cherif                         | Oh Wonder                            | Blaudzun                             |                                      |                                      |
| 19:15 | Aïcha Cherif                         | Oh Wonder                            | Blaudzun                             |                                      |                                      |
| 19:30 | Snow Patrol                          |                                      |                                      | Donnie                               |                                      |
| 19:45 | Snow Patrol                          |                                      |                                      | Donnie                               |                                      |
| 20:00 | Snow Patrol                          |                                      |                                      | Donnie                               |                                      |
| 20:15 | Snow Patrol                          |                                      |                                      | Donnie                               |                                      |
| 20:30 | The Offspring                        |                                      | Oliver Heldens                       |                                      |                                      |
| 20:45 | The Offspring                        |                                      | Oliver Heldens                       |                                      |                                      |
| 21:00 | The Offspring                        |                                      | Oliver Heldens                       |                                      |                                      |
| 21:15 | The Offspring                        |                                      | Oliver Heldens                       |                                      |                                      |
| 21:30 | Pearl Jam                            |                                      |                                      |                                      |                                      |
| 21:45 | Pearl Jam                            |                                      |                                      |                                      |                                      |
| 22:00 | Pearl Jam                            |                                      |                                      |                                      |                                      |
| 22:15 | Pearl Jam                            |                                      |                                      |                                      |                                      |
| 22:30 | Pearl Jam                            |                                      |                                      |                                      |                                      |
| 22:45 | Pearl Jam                            |                                      |                                      |                                      |                                      |
| 23:00 | Pearl Jam                            |                                      |                                      |                                      |                                      |
| 23:15 | Pearl Jam                            |                                      |                                      |                                      |                                      |
| 23:30 | Pearl Jam                            |                                      |                                      |                                      |                                      |
| 23:45 | Pearl Jam                            |                                      |                                      |                                      |                                      |
| 00:00 | Alle optredens op deze dag afgelopen | Alle optredens op deze dag afgelopen | Alle optredens op deze dag afgelopen | Alle optredens op deze dag afgelopen | Alle optredens op deze dag afgelopen |

### Zaterdag 16 Juni
| Tijd  | Mainstage                            | IBA Parkstad Stage                   | Brightlands Stage                    | Stage 4                              | Garden Of Love                       |
| ----- | ------------------------------------ | ------------------------------------ | ------------------------------------ | ------------------------------------ | ------------------------------------ |
| 13:30 | Walking On Cars                      |                                      |                                      | Theo Lawrence & The Hearts           |                                      |
| 13:45 | Walking On Cars                      |                                      |                                      | Theo Lawrence & The Hearts           |                                      |
| 14:00 | Walking On Cars                      |                                      |                                      | Theo Lawrence & The Hearts           |                                      |
| 14:15 | Walking On Cars                      |                                      |                                      | Theo Lawrence & The Hearts           |                                      |
| 14:30 |                                      | JP Cooper                            | Marmozets                            |                                      |                                      |
| 14:45 |                                      | JP Cooper                            | Marmozets                            |                                      |                                      |
| 15:00 |                                      | JP Cooper                            | Marmozets                            |                                      |                                      |
| 15:15 |                                      | JP Cooper                            | Marmozets                            |                                      |                                      |
| 15:30 | Miss Montreal                        |                                      |                                      | Gang of Youths                       |                                      |
| 15:45 | Miss Montreal                        |                                      |                                      | Gang of Youths                       |                                      |
| 16:00 | Miss Montreal                        |                                      |                                      | Gang of Youths                       |                                      |
| 16:15 | Miss Montreal                        |                                      |                                      | Gang of Youths                       |                                      |
| 16:30 |                                      | Parov Stelar                         | AURORA                               |                                      | Riley Pearce                         |
| 16:45 |                                      | Parov Stelar                         | AURORA                               |                                      | Riley Pearce                         |
| 17:00 |                                      | Parov Stelar                         | AURORA                               |                                      |                                      |
| 17:15 |                                      | Parov Stelar                         | AURORA                               |                                      |                                      |
| 17:30 | Nothing But Thieves                  |                                      |                                      | Youngr                               |                                      |
| 17:45 | Nothing But Thieves                  |                                      |                                      | Youngr                               |                                      |
| 18:00 | Nothing But Thieves                  |                                      |                                      | Youngr                               |                                      |
| 18:15 | Nothing But Thieves                  |                                      |                                      | Youngr                               |                                      |
| 18:30 |                                      | A Perfect Circle                     | Sevn Alias                           |                                      |                                      |
| 18:45 |                                      | A Perfect Circle                     | Sevn Alias                           |                                      |                                      |
| 19:00 | Riley Pearce                         | A Perfect Circle                     | Sevn Alias                           |                                      |                                      |
| 19:15 | Riley Pearce                         | A Perfect Circle                     | Sevn Alias                           |                                      |                                      |
| 19:30 | The Script                           |                                      |                                      | De Likt                              |                                      |
| 19:45 | The Script                           |                                      |                                      | De Likt                              |                                      |
| 20:00 | The Script                           |                                      |                                      | De Likt                              |                                      |
| 20:15 | The Script                           |                                      |                                      | De Likt                              |                                      |
| 20:30 |                                      | Noel Gallagher’s High Flying Birds   | Alan Walker                          |                                      |                                      |
| 20:45 |                                      | Noel Gallagher’s High Flying Birds   | Alan Walker                          |                                      |                                      |
| 21:00 |                                      | Noel Gallagher’s High Flying Birds   | Alan Walker                          |                                      |                                      |
| 21:15 |                                      | Noel Gallagher’s High Flying Birds   | Alan Walker                          |                                      |                                      |
| 21:30 | Foo Fighters                         |                                      |                                      |                                      |                                      |
| 21:45 | Foo Fighters                         |                                      |                                      |                                      |                                      |
| 22:00 | Foo Fighters                         |                                      |                                      |                                      |                                      |
| 22:15 | Foo Fighters                         |                                      |                                      |                                      |                                      |
| 22:30 | Foo Fighters                         |                                      |                                      |                                      |                                      |
| 22:45 | Foo Fighters                         |                                      |                                      |                                      |                                      |
| 23:00 | Foo Fighters                         |                                      |                                      |                                      |                                      |
| 23:15 | Foo Fighters                         |                                      |                                      |                                      |                                      |
| 23:30 | Foo Fighters                         |                                      |                                      |                                      |                                      |
| 23:45 | Foo Fighters                         |                                      |                                      |                                      |                                      |
| 00:00 | Alle optredens op deze dag afgelopen | Alle optredens op deze dag afgelopen | Alle optredens op deze dag afgelopen | Alle optredens op deze dag afgelopen | Alle optredens op deze dag afgelopen |

### Zondag 17 Juni
| Tijd  | Mainstage                            | IBA Parkstad Stage                   | Brightlands Stage                    | Stage 4                              | Garden Of Love                       |
| ----- | ------------------------------------ | ------------------------------------ | ------------------------------------ | ------------------------------------ | ------------------------------------ |
| 13:00 |                                      | Michelle David & The Gospel Sessions | Cloves                               |                                      |                                      |
| 13:15 |                                      | Michelle David & The Gospel Sessions | Cloves                               |                                      |                                      |
| 13:30 |                                      | Michelle David & The Gospel Sessions | Cloves                               |                                      |                                      |
| 13:45 | Ronnie Flex & Deuxperience           |                                      |                                      | Tom Walker                           |                                      |
| 14:00 | Ronnie Flex & Deuxperience           |                                      |                                      | Tom Walker                           |                                      |
| 14:15 | Ronnie Flex & Deuxperience           |                                      |                                      | Tom Walker                           |                                      |
| 14:30 | Ronnie Flex & Deuxperience           |                                      |                                      |                                      |                                      |
| 14:45 |                                      | Milky Chance                         | Maan                                 |                                      |                                      |
| 15:00 |                                      | Milky Chance                         | Maan                                 |                                      |                                      |
| 15:15 |                                      | Milky Chance                         | Maan                                 |                                      |                                      |
| 15:30 |                                      | Milky Chance                         |                                      |                                      |                                      |
| 15:45 | Jessie J                             |                                      | The Overslept                        |                                      |                                      |
| 16:00 | Jessie J                             |                                      | The Overslept                        |                                      |                                      |
| 16:15 | Jessie J                             |                                      | The Overslept                        |                                      |                                      |
| 16:30 | Jessie J                             |                                      | The Overslept                        |                                      |                                      |
| 16:45 |                                      | Years & Years                        | Brian Fallon & The Howling Weather   |                                      | Blackbird                            |
| 17:00 |                                      | Years & Years                        | Brian Fallon & The Howling Weather   |                                      | Blackbird                            |
| 17:15 |                                      | Years & Years                        | Brian Fallon & The Howling Weather   |                                      |                                      |
| 17:30 |                                      | Years & Years                        | Brian Fallon & The Howling Weather   |                                      |                                      |
| 17:45 | DI-RECT                              |                                      |                                      |                                      |                                      |
| 18:00 | DI-RECT                              | Scarlet Pleasure                     |                                      |                                      |                                      |
| 18:15 | DI-RECT                              | Scarlet Pleasure                     |                                      |                                      |                                      |
| 18:30 | DI-RECT                              | Scarlet Pleasure                     |                                      |                                      |                                      |
| 18:45 |                                      | Triggerfinger                        | Don Diablo                           |                                      |                                      |
| 19:00 | Blackbird                            | Triggerfinger                        | Don Diablo                           |                                      |                                      |
| 19:15 | Blackbird                            | Triggerfinger                        | Don Diablo                           |                                      |                                      |
| 19:30 |                                      | Triggerfinger                        | Don Diablo                           |                                      |                                      |
| 19:45 | Editors                              |                                      |                                      |                                      |                                      |
| 20:00 | Editors                              | Sigrid                               |                                      |                                      |                                      |
| 20:15 | Editors                              | Sigrid                               |                                      |                                      |                                      |
| 20:30 | Editors                              | Sigrid                               |                                      |                                      |                                      |
| 20:45 | Editors                              |                                      |                                      |                                      |                                      |
| 21:00 | DJ Rashida                           | Oscar and the Wolf                   | Greta van Fleet                      |                                      |                                      |
| 21:15 | DJ Rashida                           | Oscar and the Wolf                   | Greta van Fleet                      |                                      |                                      |
| 21:30 | DJ Rashida                           | Oscar and the Wolf                   | Greta van Fleet                      |                                      |                                      |
| 21:45 | DJ Rashida                           | Oscar and the Wolf                   | Greta van Fleet                      |                                      |                                      |
| 22:00 | Bruno Mars                           |                                      |                                      |                                      |                                      |
| 22:15 | Bruno Mars                           |                                      |                                      |                                      |                                      |
| 22:30 | Bruno Mars                           |                                      |                                      |                                      |                                      |
| 22:45 | Bruno Mars                           |                                      |                                      |                                      |                                      |
| 23:00 | Bruno Mars                           |                                      |                                      |                                      |                                      |
| 23:15 | Bruno Mars                           |                                      |                                      |                                      |                                      |
| 23:30 | Alle optredens op deze dag afgelopen | Alle optredens op deze dag afgelopen | Alle optredens op deze dag afgelopen | Alle optredens op deze dag afgelopen | Alle optredens op deze dag afgelopen |

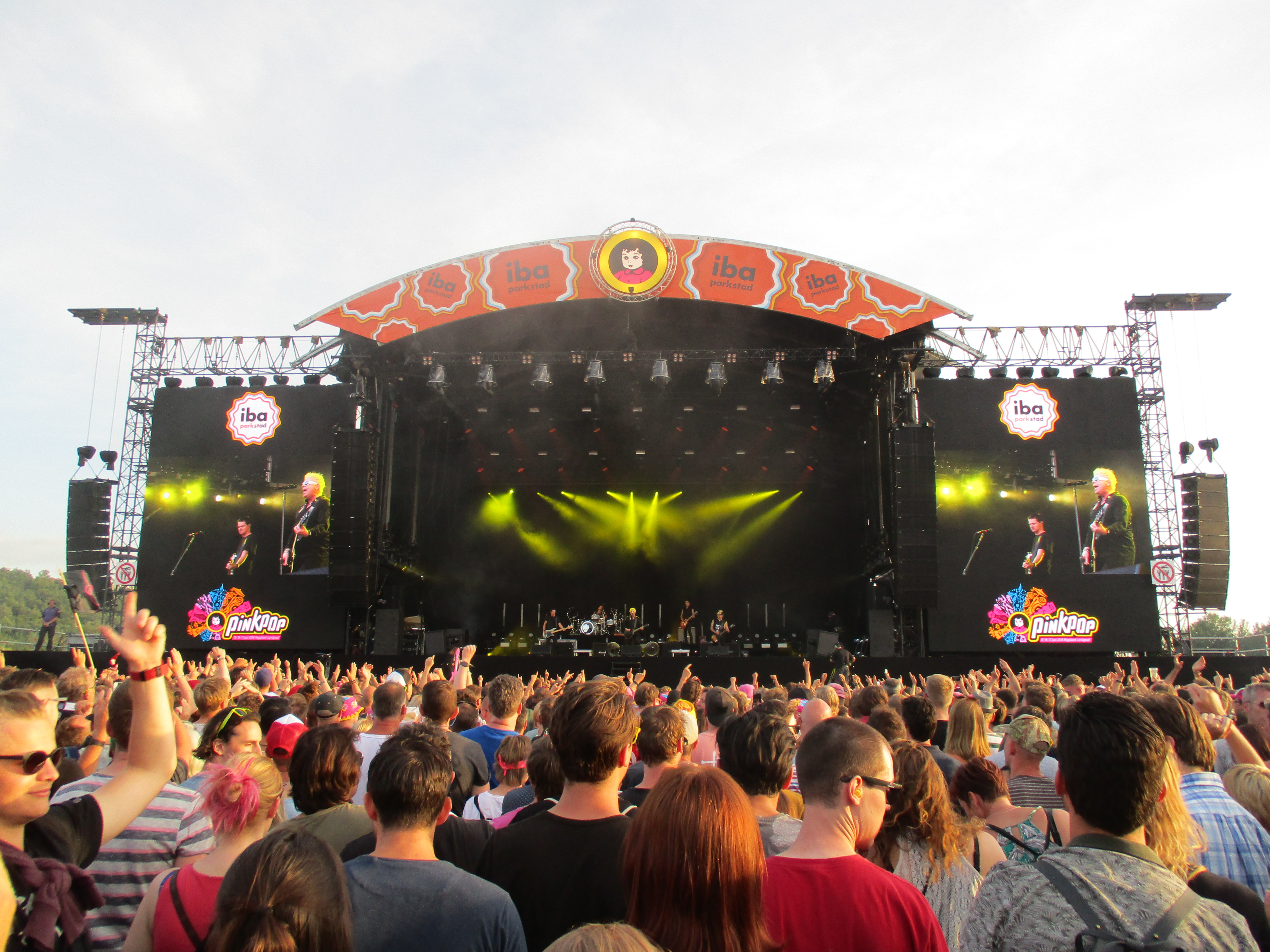
The Offspring
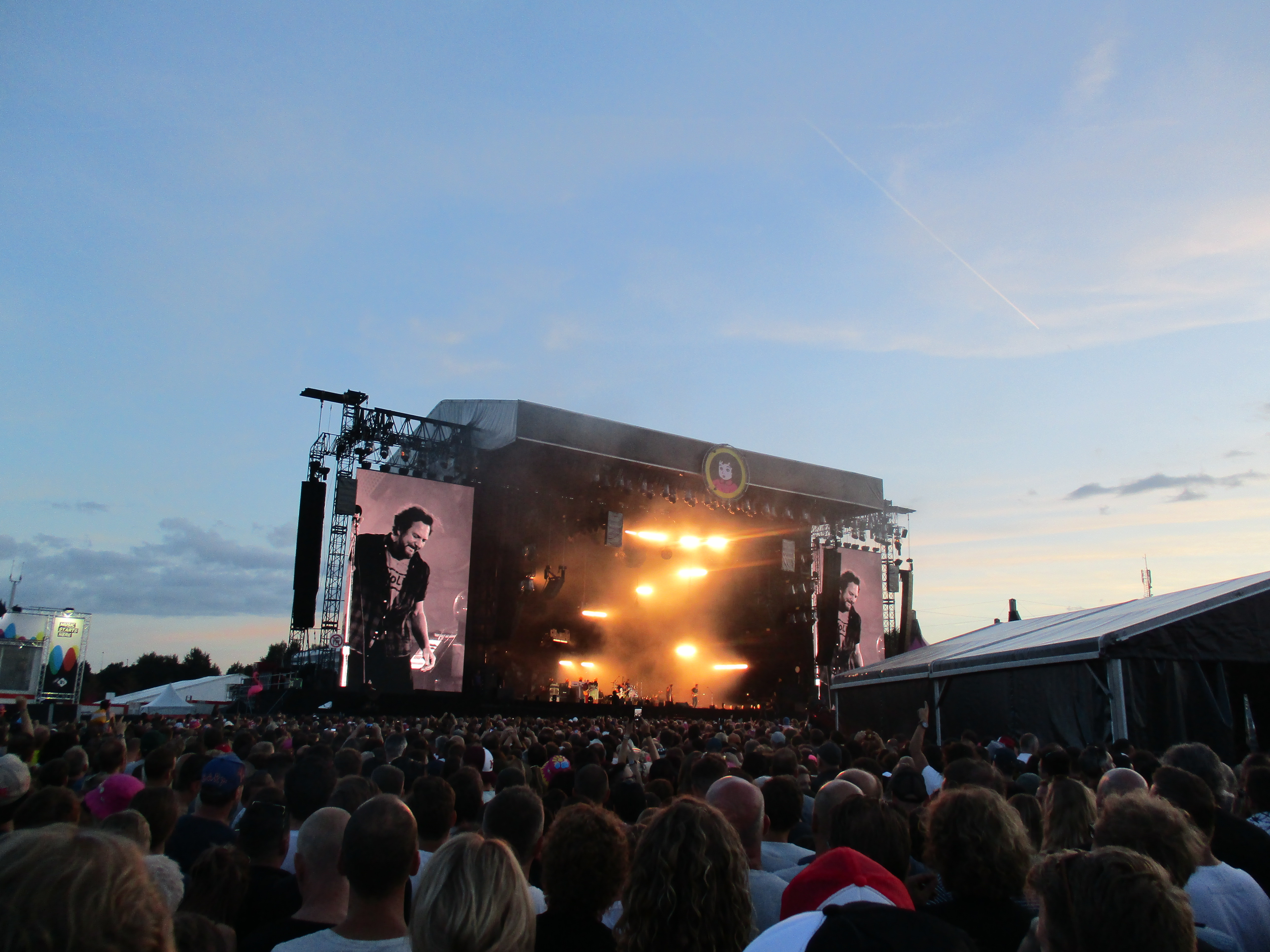
Pearl Jam
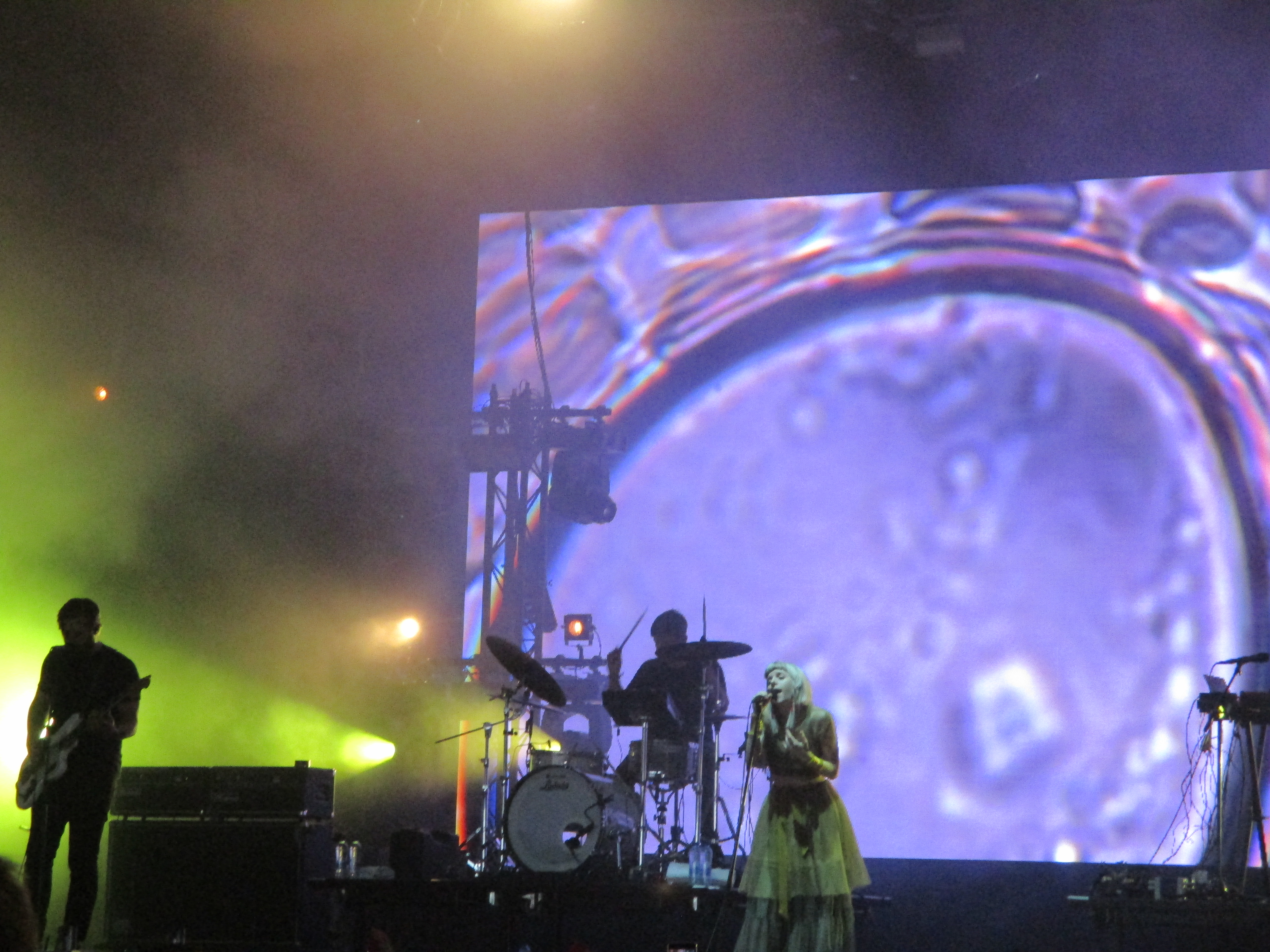
AURORA
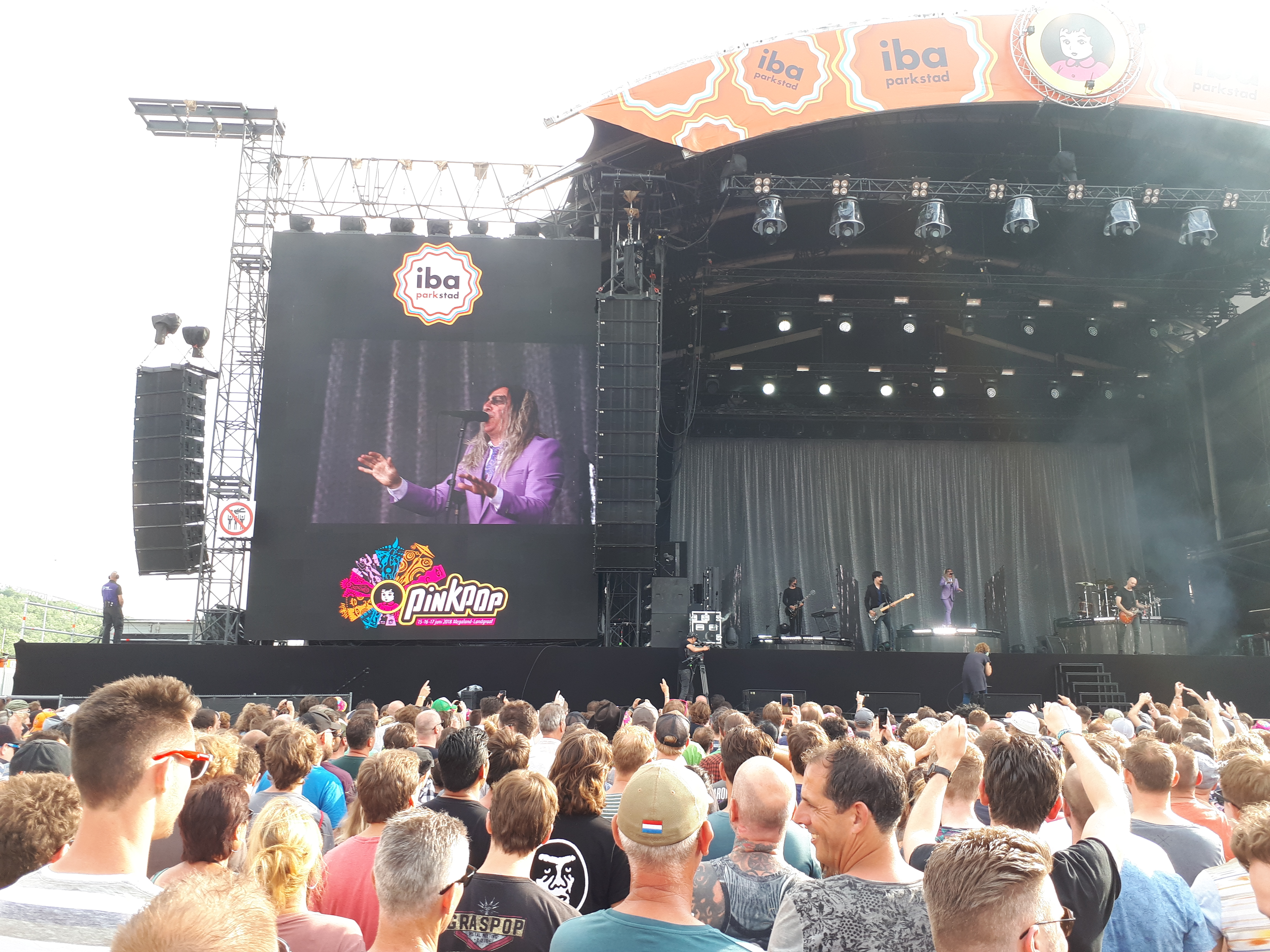
A Perfect Circle
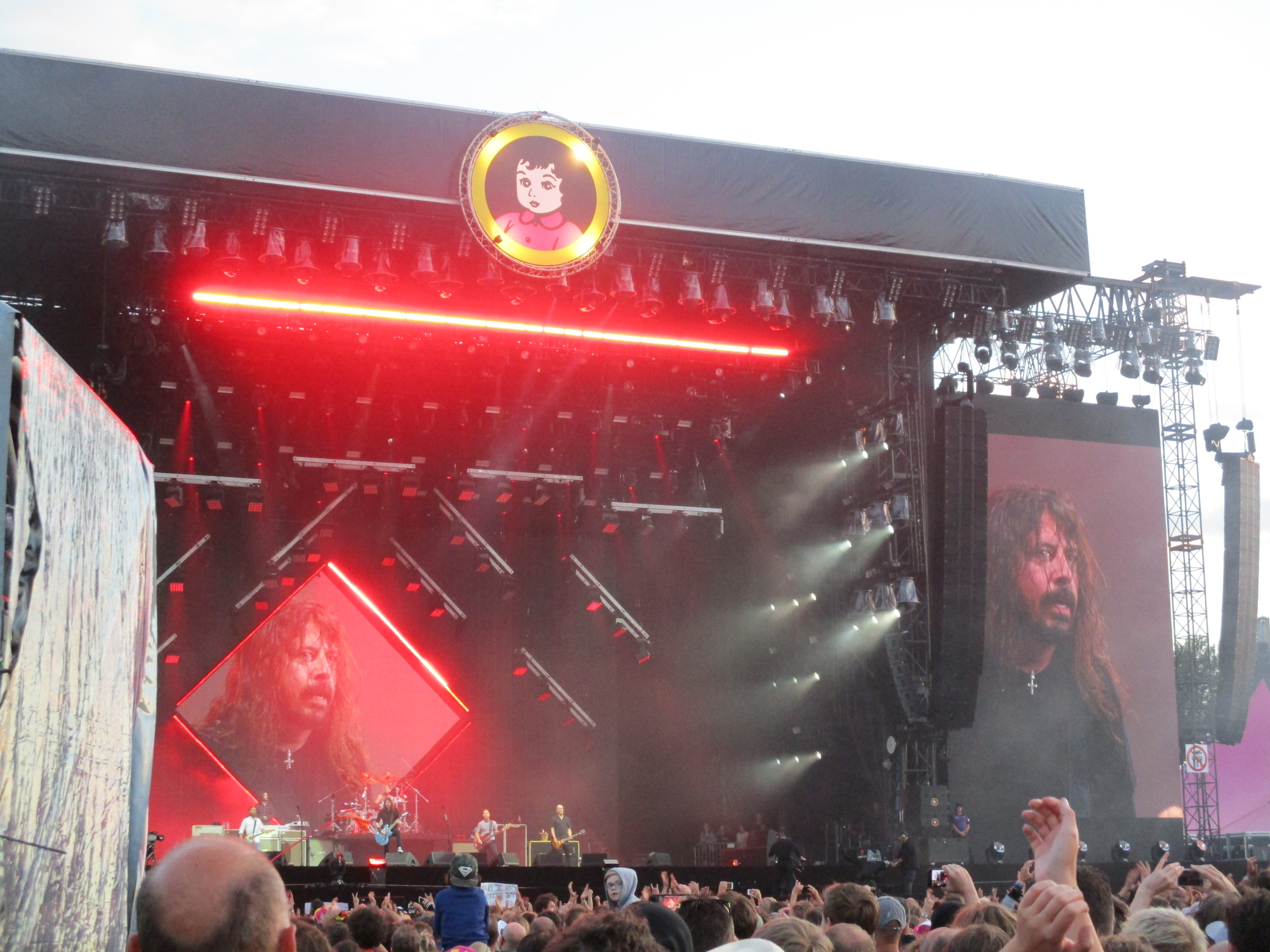
Foo Fighters
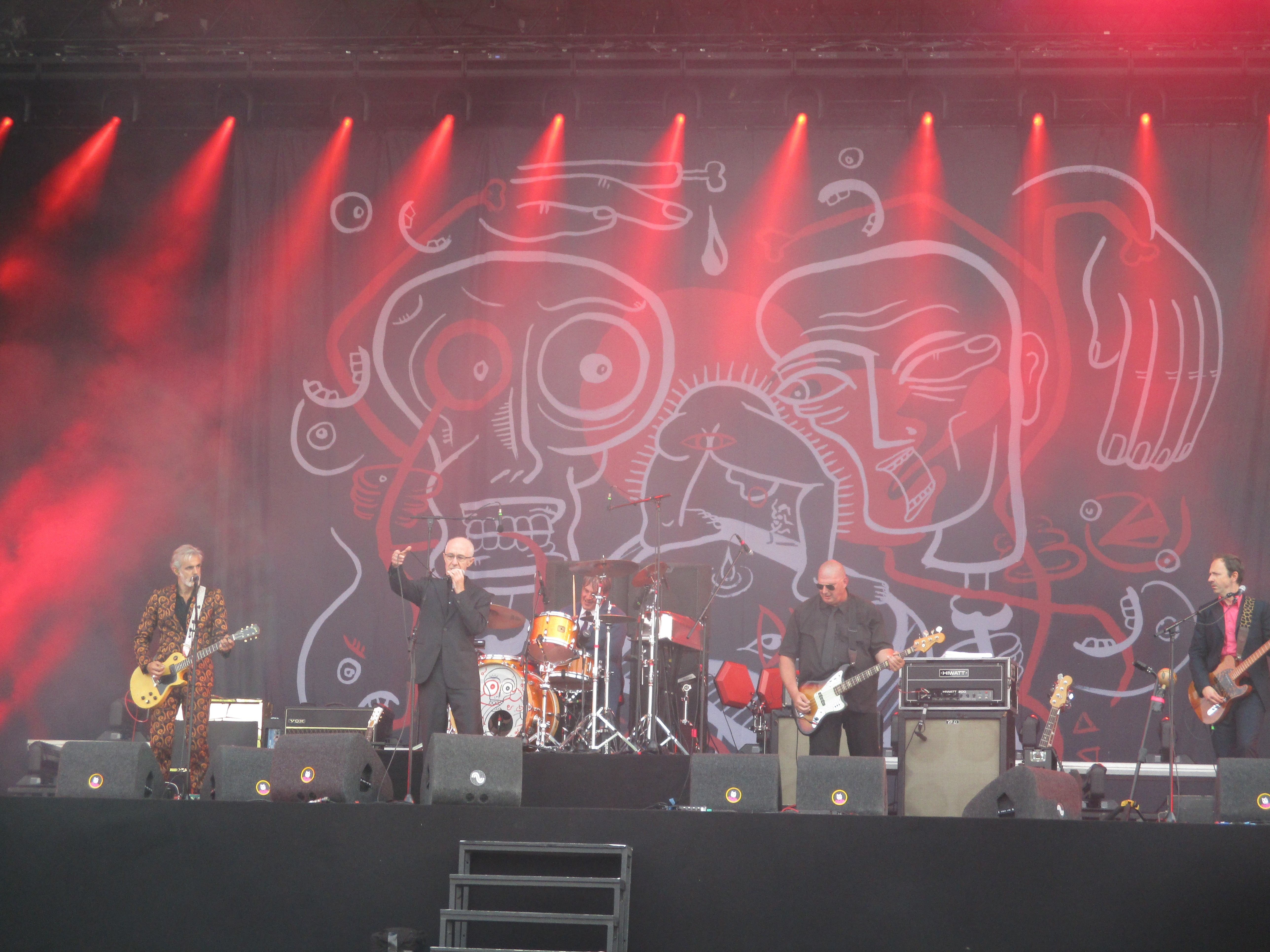
Triggerfinger met Raymond van het Groenewoud
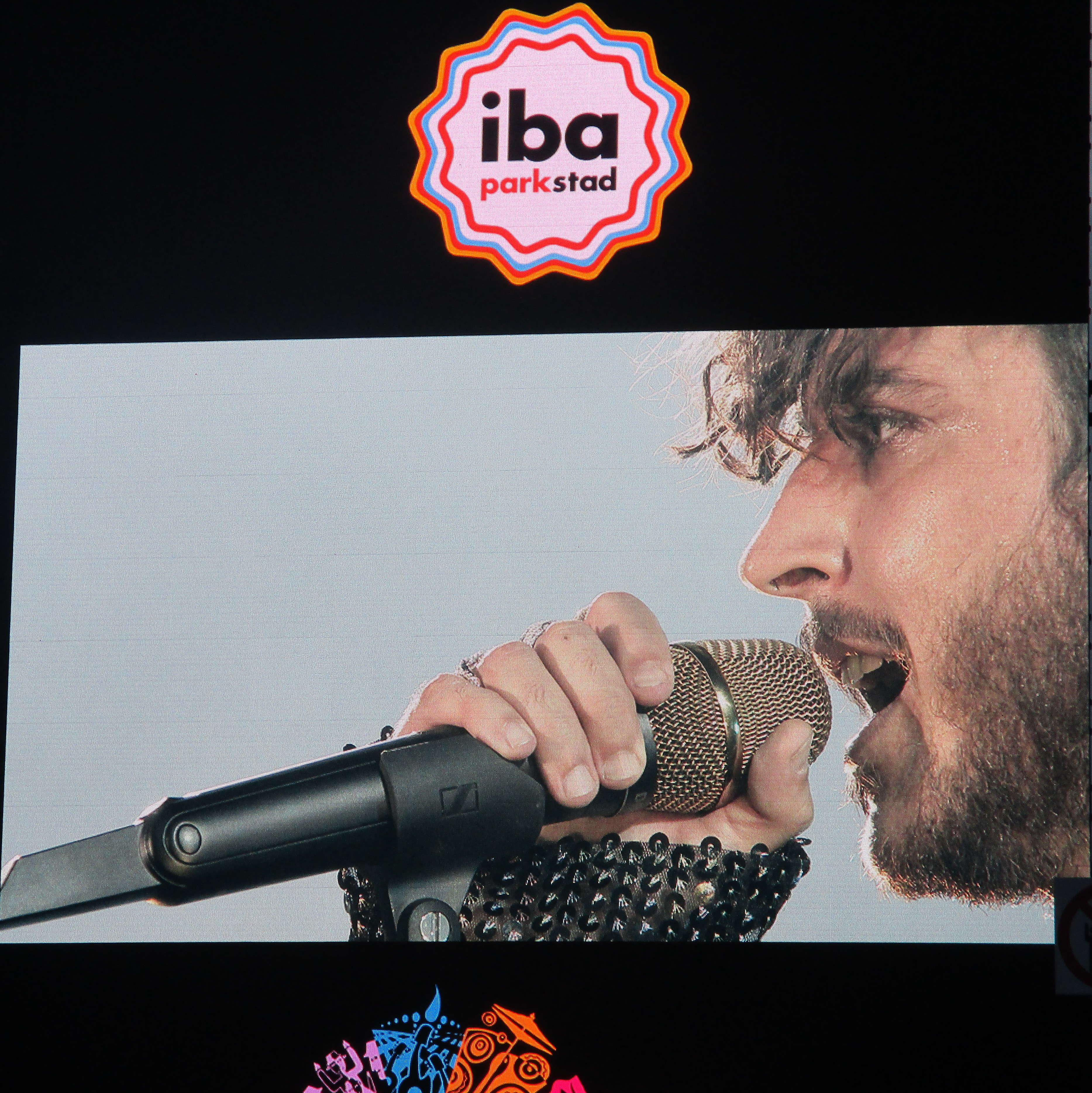
Oscar and the Wolf
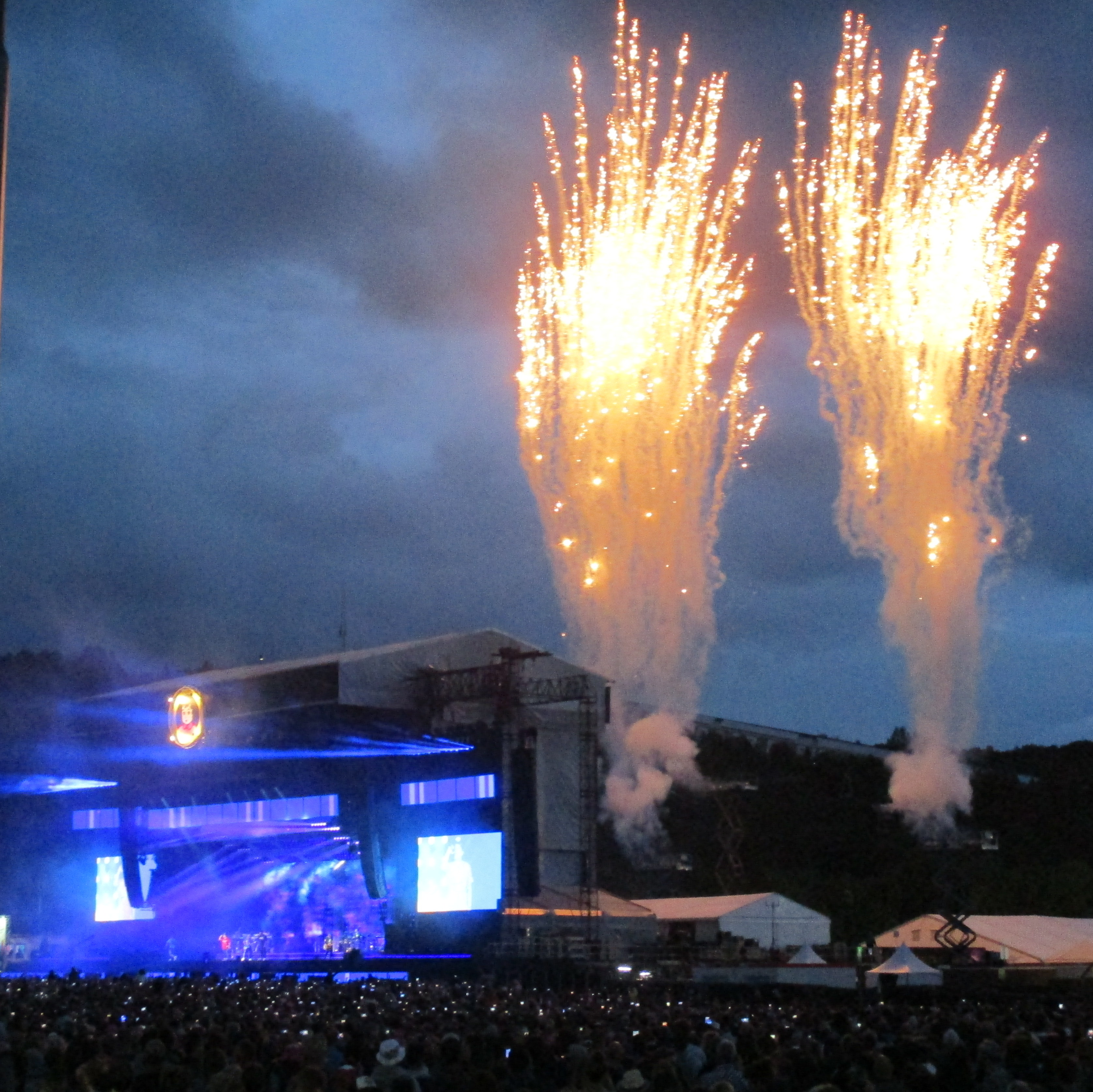
Vuurwerk tijdens de show van Bruno Mars

## Dode en gewonden
Een bestelwagen heeft na afloop van het festival, bij het verlaten van het campingterrein, enkele voetgangers aangereden. Daarbij vielen één dode en drie zwaargewonden. De bestuurder van het busje pleegde vluchtmisdrijf, maar meldde zich later die dag bij de politie.

## Vuurbal tijdens Foo Fighters
Tijdens het optreden van Foo Fighters op zaterdag 16 juni 2018 werd het uiteenvallen van een grote meteoor in de hemel direct achter het hoofdpodium waargenomen en op video vastgelegd. De vuurbal en zijn desintegratie werden ook elders in de Benelux, Duitsland en Frankrijk waargenomen. Een analyse van meer dan 200 ooggetuigenverslagen suggereert dat de desintegratie om 23:11 lokale tijd ruim 55 km van het festivalterrein in de buurt van de Belgische stad Luik plaatsvond.

## Optreden Pearl Jam
De Amerikaanse grungeband Pearl Jam stond twee keer eerder op Pinkpop: in 1992 en 2000. De eerste keer, na het uitkomen van hun debuutalbum Ten, was hun eerste grote optreden en betekende hun doorbraak. Destijds klom zanger Eddie Vedder tijdens het nummer Porch in een cameramast en dook het publiek in. Deze sprong werd tijdens de 40e Pinkpop in 2009 door 3FM-luisteraars verkozen tot meest memorabele moment van Pinkpop ooit. Na 2000 lukte het Jan Smeets diverse keren niet om de band weer op zijn festival te laten spelen. In 2007 zouden twee bandleden vader worden in of rond het Pinkpopweekend en net als in 2007 stond de band ook in 2010 en 2012 wel op Rock Werchter, maar niet op Pinkpop. In 2014 had een van de kinderen van een bandlid examenuitreiking, in 2016 durfde de band niet naar Europa te komen na de aanslag in concertzaal Bataclan en ook in 2017 ging het optreden op Pinkpop niet door vanwege de aanhoudende terreurdreiging. Na de eerdere afzeggingen in de voorgaande jaren, ontsprong Pinkpop deze keer de dans: na het optreden op Pinkpop 2018 verloor Vedder zijn stem en moest enkele shows afzeggen. Net als in 1992 droeg Vedder deze keer een T-shirt van Tivoli. Ook kwam hij uitgebreid terug op de bewuste sprong van 26 jaar eerder: hij vertelde hoe hij in de week voor Pinkpop, toen ze optraden in de Ziggo Dome, de betreffende cameraman had ontmoet. Net als in 1992 sloot de band af met het nummer Rockin' in the free world van Neil Young.